# Günter Gloser
Günter Gloser (ur. 27 stycznia 1950 w Norymberdze) – niemiecki polityk (SPD). W latach 2005–2009 minister-sekretarz stanu ds. europejskich w Ministerstwie Spraw Zagranicznych.

## Życiorys
Ukończył prawo na uniwersytecie w Erlangen (Friedrich-Alexander-Universität Erlangen-Nürnberg). Pracował jako kierownik referatu w Federalnej Agencji Pracy w Norymberdze. Do SPD wstąpił jeszcze w 1969 jako uczeń. W latach 1997–2004 przewodniczył strukturom lokalnym partii w Norymberdze. Od 1994 członek Bundestagu, gdzie w latach 2002–2005 zasiadał w zarządzie frakcji SPD. 24 listopada 2005 powołany został na stanowisko ministra-sekretarza stanu ds. europejskich w federalnym MSZ w rządzie Angeli Merkel. Sprawował tę funkcję do zmiany rządu w październiku 2009.
Günter Gloser jest żonaty i ma dwóch synów.